# Der Telefon-Anruf
Der Telefon-Anruf è un singolo del gruppo musicale tedesco Kraftwerk, pubblicato nel 1987 come estratto dall'album Electric Café.

## Descrizione
Il singolo è stato pubblicato in più versioni: su 7" e su 12". La seconda, di maggiore, presenta suoni quali trilli di telefoni e voci del centralino. È il solo brano del gruppo in cui la voce solista è quella di Karl Bartos, il quale tra l'altro la compose per intero.
Le versioni su singolo sono state remixate da François Kevorkian. Nel cofanetto Der Katalog il brano è stato accorciato e introdotto l'inedito House Phone.
Il brano salì fino al primo posto della classifica dance di Billboard.

## Tracce
7" BRD
1. Der Telefon-Anruf (Remix) – 3:49
2. The Telephone Call (Remix) – 3:49

Durata totale: 7:38
12" BRD
1. Der Telefon-Anruf (Remix) – 8:16
2. House Phone – 4:54
3. The Telephone Call (Remix) – 3:49

Durata totale: 16:59
7" GB
1. The Telephone Call (Remix) – 3:49
2. Der Telefon-Anruf (Remix) – 3:49

Durata totale: 7:38
12" GB
1. The Telephone Call (Remix) – 8:16
2. House Phone – 4:55
3. Der Telefon-Anruf (Remix) – 3:55

Durata totale: 17:06

## Formazione
- Ralf Hütter - sintetizzatori, effetti sonori
- Karl Bartos - voce, tastiere, sintetizzatori, effetti sonori
- Florian Schneider - Effetti sonori, sintetizzatori
- Wolfgang Flür - batteria elettronica